# Apia

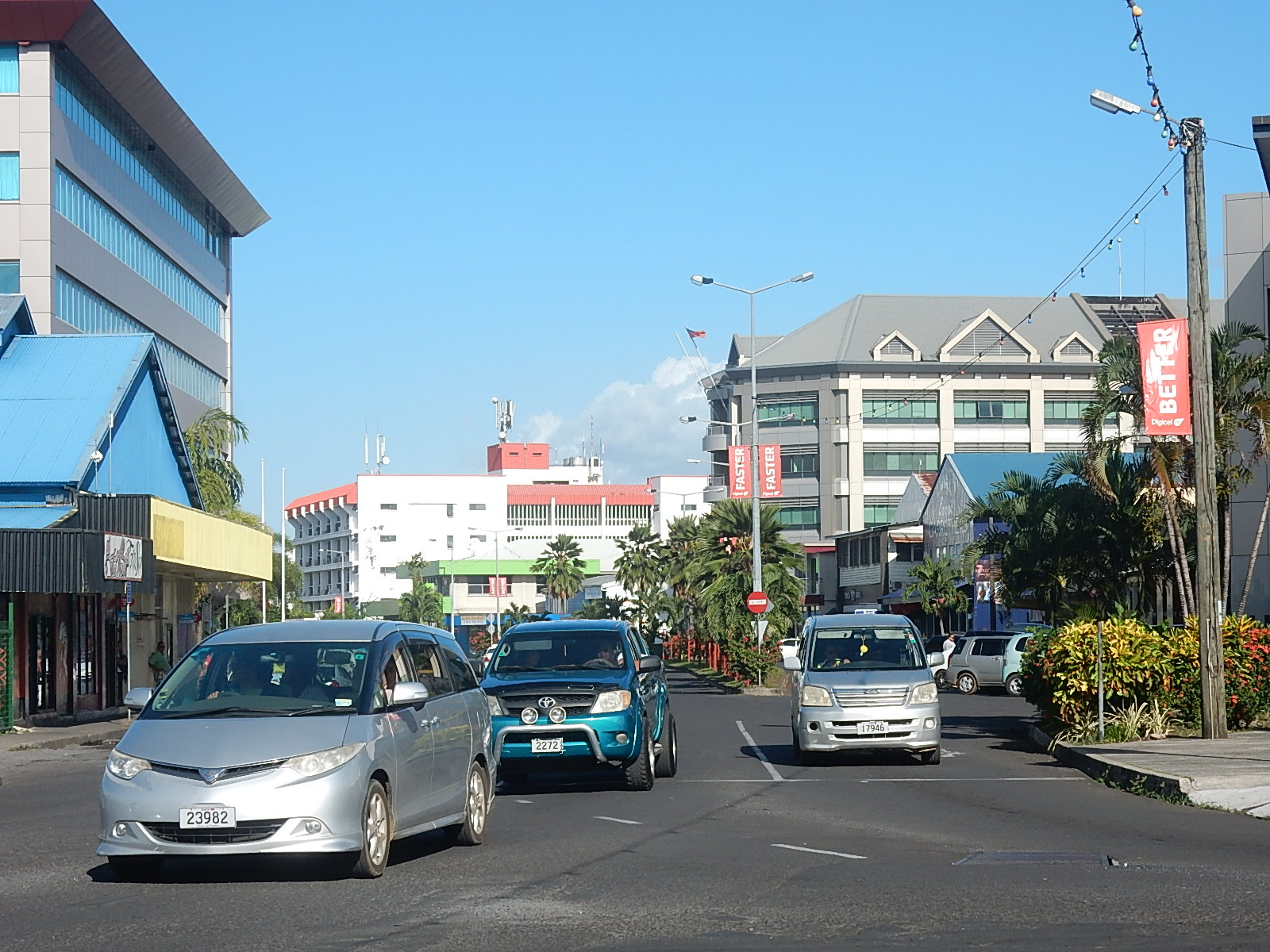
Stadtzentrum von Apia

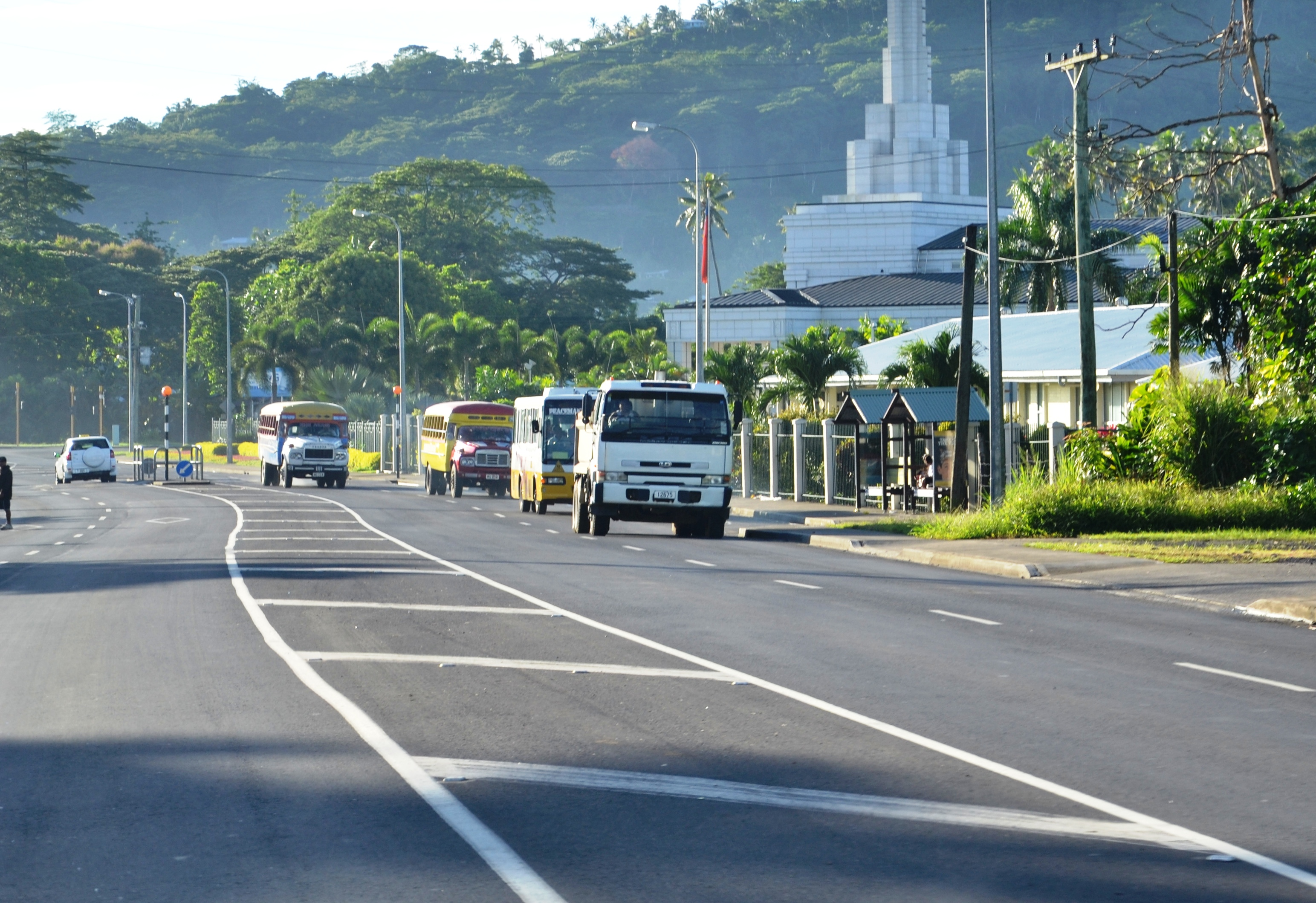
Straße mit Blick auf den Apia-Tempel.

Apia [ɑːˈpiːɑː] ist die Hauptstadt von Samoa. Mit 36.735 Einwohnern (2011) ist Apia die mit Abstand größte und wirtschaftlich bedeutendste Stadt des Landes.

## Geografie
Die Stadt liegt an der Nordküste der Insel Upolu und verfügt über den einzigen Hafen des Landes mit internationaler Bedeutung. Das Klima der Stadt ist wie im gesamten Staatsgebiet tropisch-ozeanisch geprägt, mit einer jährlichen Durchschnittstemperatur von 27 °C.
Die Stadt Apia besteht aus 71 ursprünglichen Dörfern, die auch für die Verwaltung zuständig sind.

## Klima
|                       | Jan  | Feb  | Mär   | Apr   | Mai   | Jun   | Jul   | Aug   | Sep   | Okt   | Nov   | Dez   |   |      |
| Mittl. Tagesmax. (°C) | 30,4 | 30,6 | 30,6  | 30,7  | 30,4  | 30    | 29,5  | 29,6  | 29,9  | 30,1  | 30,3  | 30,5  | ⌀ | 30,2 |
| Mittl. Tagesmin. (°C) | 23,9 | 24,2 | 24    | 23,8  | 23,4  | 23,2  | 22,6  | 22,8  | 23,1  | 23,4  | 23,6  | 23,8  | ⌀ | 23,5 |
|                       |      |      |       |       |       |       |       |       |       |       |       |       |   |      |
| Niederschlag (mm)     | 489  | 368  | 352,1 | 211,2 | 192,6 | 120,8 | 120,7 | 113,2 | 153,9 | 224,3 | 261,7 | 357,5 | Σ | 2965 |

| 23,9 |

| 24,2 |

| 24 |

| 23,8 |

| 23,4 |

| 23,2 |

| 22,6 |

| 22,8 |

| 23,1 |

| 23,4 |

| 23,6 |

| 23,8 |

| 23,9 |

| 24,2 |

| 24 |

| 23,8 |

| 23,4 |

| 23,2 |

| 22,6 |

| 22,8 |

| 23,1 |

| 23,4 |

| 23,6 |

| 23,8 |

| N i e d e r s c h l a g | 489 | 368 | 352,1 | 211,2 | 192,6 | 120,8 | 120,7 | 113,2 | 153,9 | 224,3 | 261,7 | 357,5 |
|                         | Jan | Feb | Mär   | Apr   | Mai   | Jun   | Jul   | Aug   | Sep   | Okt   | Nov   | Dez   |

## Geschichte

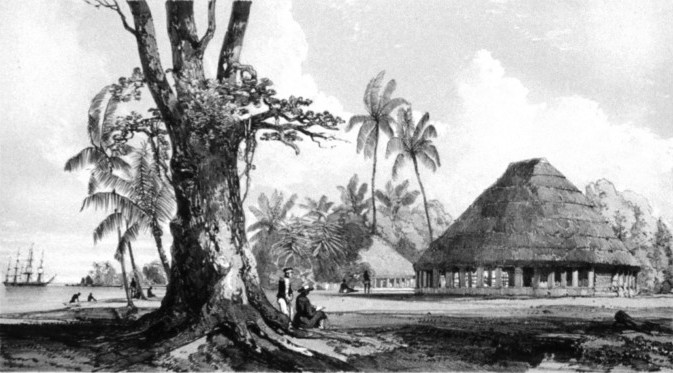
Apia um 1839

Die Geschichte von Apia als dem größten Hafen Samoas ist gleichzeitig die Geschichte der Kanonenbootpolitik im Konflikt um Samoa. Der Zyklon vom 13. bis 17. März 1889 führte zum Verlust von vier der vor Ort befindlichen sechs Kriegsschiffe der Kontrahenten Deutschland und USA im Hafen von Apia. Die beiden anderen konnten auf Strand gesetzt und später geborgen werden. Ebenso sanken auch alle sechs in der Bucht ankernden zivilen Handelsschiffe. Insgesamt verloren über 200 Seeleute ihr Leben, davon 96 von den deutschen und 52 von den US-amerikanischen Kriegsschiffen. Lediglich der britischen Calliope gelang aufgrund ihrer starken Maschine die Flucht vor dem Unwetter auf die offene See. Die Parteien verständigten sich daraufhin in der Berliner Samoa-Konferenz zunächst auf eine friedliche gemeinsame Verwaltung von Samoa unter einem gemeinsam eingesetzten Vertragskönig.

## Stadtbild

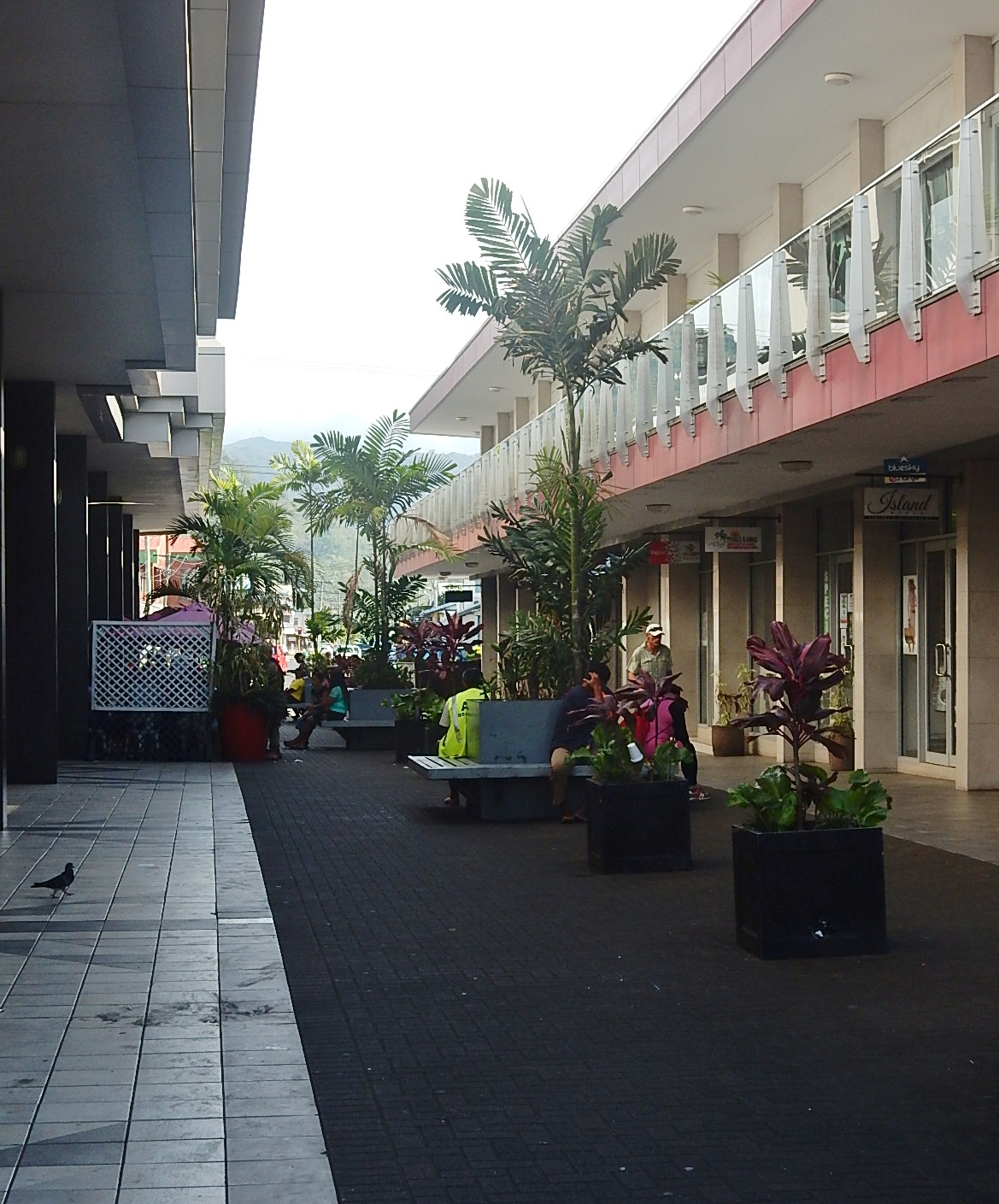
Fußgängerzone in Apia

Apia hat sich seit den 1990er Jahren von einer Kleinstadt kolonialer Prägung zu einer modernen lebendigen Stadt entwickelt. Das Stadtbild wird von vielen neuen Bauten bestimmt, die den erheblichen wirtschaftlichen Aufschwung Samoas widerspiegeln. So gab es hier die erste Filiale einer amerikanischen Schnellimbisskette in der Südsee. Einkaufspassagen, Banken und Versicherungsgebäude zeigen die Entwicklung ebenso wie eine Vielfalt an Läden, Straßencafés und eine kleine Fußgängerzone. Geldautomaten, Handys und Internetcafés sind überall zu finden; ebenso hat der Autoverkehr stark zugenommen. Die häufig verfallenen Bauten aus der deutschen Kolonialzeit wurden zum größten Teil abgerissen; so z. B. das alte Zollhaus, das einem Parkplatz wich.
Die Mulivai-Kathedrale war mit ihrer imposanten weißen Fassade und den beiden wuchtigen Türmen das Wahrzeichen der Stadt Apia. Mit dem Bau der Kathedrale wurde 1885 begonnen. Sie wurde im April 2011 abgerissen und durch einen Neubau ersetzt.
Auf einem Hügel (Mount Vaea) oberhalb der Stadt liegt der Schriftsteller Robert Louis Stevenson begraben. Das für vier Jahre bis zu seinem Tod von ihm bewohnte Haus und Anwesen Vailima ist zum Robert Louis Stevenson Museum ausgebaut worden.
Neun Kilometer südlich der Stadt in Tiapatu befindet sich das einzige Haus der Andacht der Bahai in Ozeanien, welches 1984 eingeweiht wurde.

## Wirtschaft
Die Stadt ist das wirtschaftliche und politische Zentrum des Landes. Dort konzentrieren sich alle über den alltäglichen Bedarf hinausgehenden Handelsaktivitäten und Dienstleistungen. Am Rande der Stadt (Vaitele) wurde ein ausgedehntes Industriegebiet etabliert, wo  Autozubehörteile (Yazaki Samoa) für den Export nach Australien gefertigt werden, außerdem Getränke (Bier, Erfrischungsgetränke) für den lokalen Markt und den Export. Der einzige internationale Flughafen Samoas ist der 35 km westlich von Apia gelegene Flughafen Faleolo.

### Tourismus
Apia wird des Öfteren von Kreuzfahrtschiffen angelaufen und ist Ausgangspunkt von Touren durch die Insel Upolu.

## Bildung
In Apia befindet sich die National University of Samoa (Iunivesite Aoao O Samoa), eine öffentliche Universität mit circa 3.500 Studenten, die 1984 eröffnet wurde. Außerdem noch das 1924 gegründete Avele College. Weiterhin betreibt Samoa zusammen mit elf weiteren Inselstaaten die University of the South Pacific, dessen Campus sich in Apia befindet (USP Tokelau Campus).

## Sport
Die samoanische Rugby-Union-Nationalmannschaft und die samoanische Frauen-Rugby-Union-Nationalmannschaft tragen ihre Heimspiele im Apia Park aus. In der Stadt befindet sich auch der Verbandssitz von Rugby Samoa.

## Städtepartnerschaften
Apia hat Städtepartnerschaften geschlossen mit:
- Compton, USA (2010)[3]
- Shenzhen, Guangdong, China (2015)[4]

## Söhne und Töchter der Stadt
- Gustav Frölich (1902–1968), Schwimmer
- Karl Ernst Demandt (1909–1990), deutscher Historiker und Archivar
- Dietrich Langen (1913–1980), deutscher Arzt, Psychotherapeut und Hochschullehrer
- Gustav Angenheister (1917–1991), deutscher Geophysiker
- Tupua Tamasese Lealofi IV. (1922–1983), Politiker und zweimaliger Premierminister von Samoa
- Mavis Rivers (1929–1992), Sängerin
- Albert Wendt, CNZM, ONZ (* 1939), Dichter, Schriftsteller und Universitätsgelehrter
- Misa Telefoni Retzlaff (* 1952), Politiker, Jurist, Manager und Schriftsteller
- Robin Leamy (* 1961), US-amerikanischer Schwimmer
- Mosese Vitolio Tui (* 1961), römisch-katholischer Ordensgeistlicher, Erzbischof von Samoa-Apia
- Maselino Masoe (* 1966), neuseeländischer Profiboxer
- Brian Lima (* 1972), Rugby-Union-Spieler
- Jerry Collins (1980–2015), neuseeländischer Rugby-Union-Spieler
- Pua Magasiva (1980–2019), samoanisch-neuseeländischer Schauspieler und Comedian
- John Schwalger (* 1983), neuseeländischer Rugby-Union-Spieler
- Marion Faustino Ah Tong (* 2000), Boxer

## Marskrater
Nach Apia ist ein Marskrater benannt.